# Polygala gazensis
Polygala gazensis är en jungfrulinsväxtart som beskrevs av E. G. Baker. Polygala gazensis ingår i släktet jungfrulinssläktet, och familjen jungfrulinsväxter. Inga underarter finns listade i Catalogue of Life.